# Tempio di Atena Pronaia
Il tempio di Atena Pronaia era un tempio nell'antico sito di Delfi, del santuario di Athena Pronaia, un gruppo di edifici comprendente templi e tesori nonché la famosa tholos di Delfi. È stato costruito tre volte. I templi precedenti (38°28′48.54″N 22°30′30.17″E), indicati come A e B, furono costruiti rispettivamente nel VII e VI secolo a.C. e furono costruiti in pietra porosa; un terzo tempio (38°28′48.9″N 22°30′27.54″E) è stato costruito in pietra calcarea nel IV secolo a.C., anche se non è certo che in realtà fosse dedicato ad Atena a quel tempo. 

## Descrizione

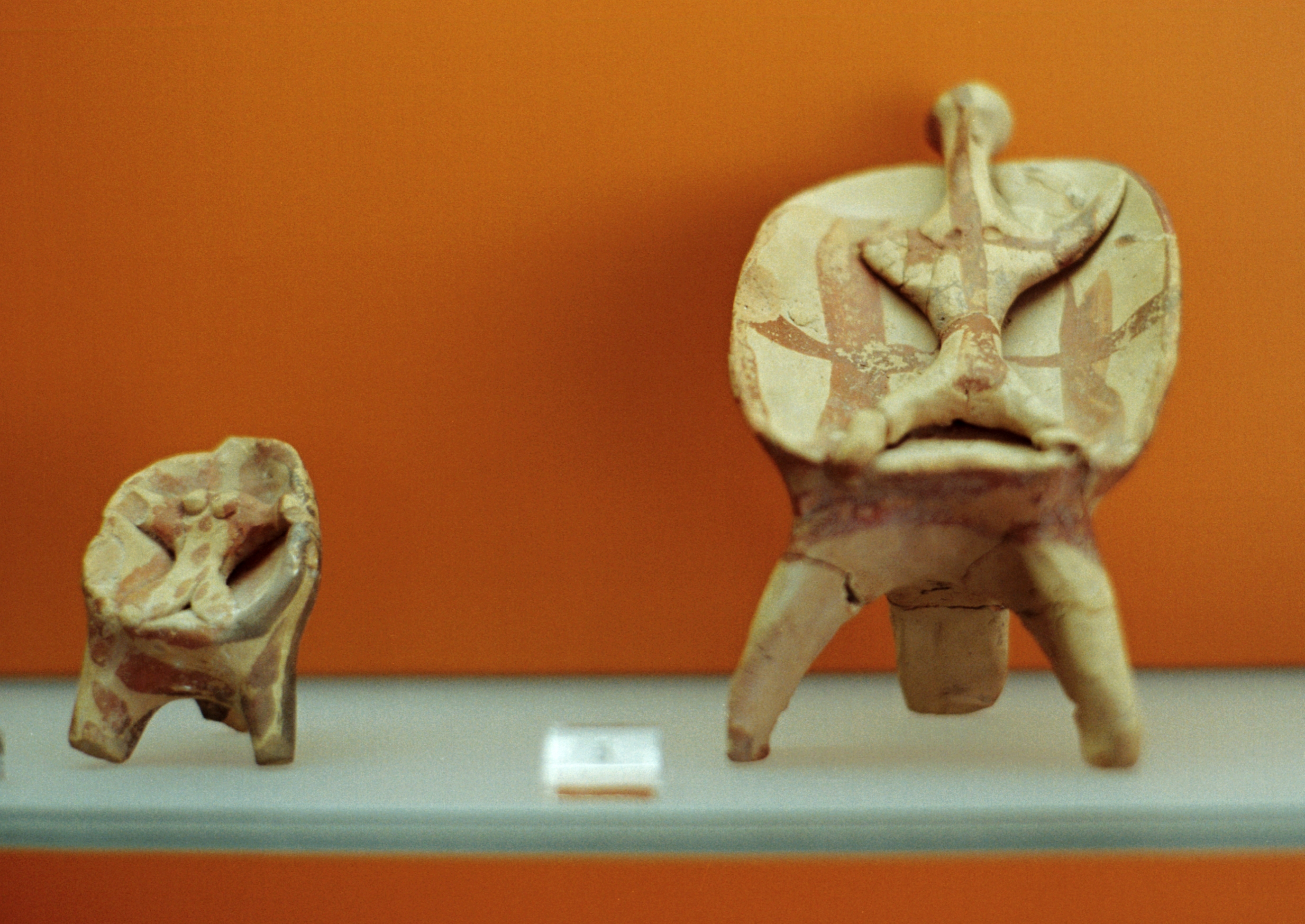
La figura ritrovata

Il santuario di Atena "Pronaia" (anche scritto Pronaea, cioè quello davanti al tempio) era il primo incontrato dal visitatore che arrivava a Delfi a piedi dalla strada orientale. Gli scavi hanno dimostrato che in questo punto giaceva un sito di culto più antico, forse dedicato a Gaia (cioè, la Terra). La maggior parte delle figurine micenee esposte nel Museo archeologico di Delfi, tra cui la notevole figura seduta su un treppiede, sono state scoperte qui e si è detto che fossero ex-voto.

## Tempio A
Il primo tempio dedicato ad Atena era fatto di pietra porosa ombreggiata di grigio ed è stato costruito nel VII secolo a.C. Fu probabilmente il più antico tempio dorico, di cui sono state conservate dodici colonne, insieme alle fondamenta e al crepidoma e allo stilobate. Le colonne erano coronate da capitelli bassi e avevano scanalature poco profonde. Nella prima metà del VI secolo a.C., questo tempio fu distrutto, probabilmente da un terremoto.

## Tempio B
Dopo la distruzione del tempio un altro tempio, ora chiamato tempio B, fu eretto nello stesso punto. La data della sua costruzione è stimata a 510 a.C. circa e probabilmente faceva parte del programma di costruzione degli Alcmeonidi per il restauro dei monumenti di Delfi. Anche questo secondo tempio (13,25 × 27,46 m) era fatto di pietra porosa. Non aveva un opistodomo; il suo periptero era formato da 12 colonne sui lati lunghi e 6 colonne su quelle strette. Le sue metope erano fatte di argilla, decorate con figure; i frontoni e l'acroterio portavano anche figure, come Atena (frontone) e Nike (acroteria laterale). Il tempio fu scavato verso la fine del "Grande scavo". Quindici colonne erano ancora in piedi nel 1905, quando una caduta di pietre li distrusse. Gli studiosi pensano che forse questo secondo tempio non fu mai effettivamente distrutto o abbandonato, ma continuò a funzionare dopo la costruzione del terzo tempio. I frammenti di marmo di una testa di Atena scoperti e esposti ora al museo sono attribuiti alla statua del culto di Atena, che era situata nella cella del tempio.

## Tempio C
Periodo arcaico
     Periodo classico

Piano del santuario di Atena Pronaia:
Periodo arcaico
Periodo classico
1. Tempio di Atena Pronaia
2. Nuovo tempio (di Atena Pronaia?)
3. Tholos
4. Tesoro di Massalia
5. Tesoro Dorico
6. Temenos degli eroi
7. Altare di Atena Pronaia
8. Altare di Igea e Ilizia
9. Altare arcaico non identificato
10. Edificio non identificato (per sacerdoti?)
11. Base per la statua dell'imperatore Adriano?
12. Entrata est
13. Entrata sud

Il terzo tempio, costruito in pietra calcarea nel IV secolo a.C., forse non era dedicato ad Atena ma piuttosto ad Artemide. Gli studiosi sono portati a questa supposizione dalla testimonianza di Pausania, che afferma che uno dei templi nel santuario di Pronaea era dedicato ad Artemide. Tuttavia, la visione tradizionale rimane a favore di Atena. La data della sua costruzione è approssimativa al 360 a.C. e si trovava a ovest della terrazza a sostegno dell'intero complesso della "Marmaria". Sebbene esistano solo le fondamenta, il suo piano è stato completamente restaurato: si basava su un crepidoma costituito da tre livelli e aveva un prostilo in antis costituito da sei colonne sulla facciata. Aveva anche una cella e un vestibolo. La cella fu separata dal pronao da un cancello nell'ordine ionico. Lungo la parete posteriore erano disposte statue su basi, forse alcune di una data successiva. Sembra che il tempio non recasse alcuna decorazione scolpita, ad eccezione dell'acroterio, che tuttavia non è stato conservato. Una possibile ragione potrebbe quindi potrebbe essere che il tempio giaceva molto vicino alla tholos, costruito un paio di decenni prima e con una decorazione sorprendente, così l'architetto del tempio C voleva creare un contrasto.